# Joseph Mede
Joseph Mede (1586-1638) était un auteur et théologien anglais et anglican.